# Lebutun (Ort, Mantelolão)
Lebutun ist eine Ortschaft im Suco Mantelolão (Verwaltungsamt Metinaro, Gemeinde Dili).
Die Siedlung ist trotz ihrer Nähe zur Landeshauptstadt Dili relativ abgelegen. Sie ist nur über einen 90-minütigen Fußmarsch zu erreichen. Sie liegt im Osten der Aldeia Lebutun, auf einer Meereshöhe von 538 m auf einem Hügel zwischen kleinen Flüssen, wie den Lihobani, die in der Regenzeit Wasser in den Nördlichen Laclós führen. Südlich der Grundschule Lebutun verläuft die Grenze zur Aldeia Has Laran, hinter der der Ort Has Laran sich befindet. Nördlich liegt der Ort Sahan.

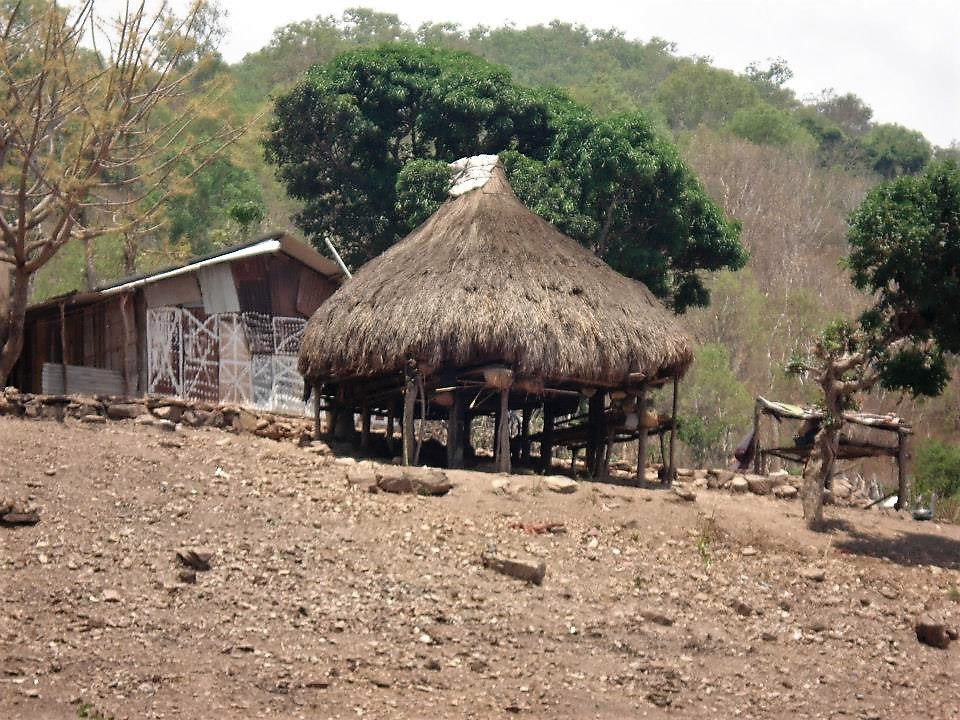
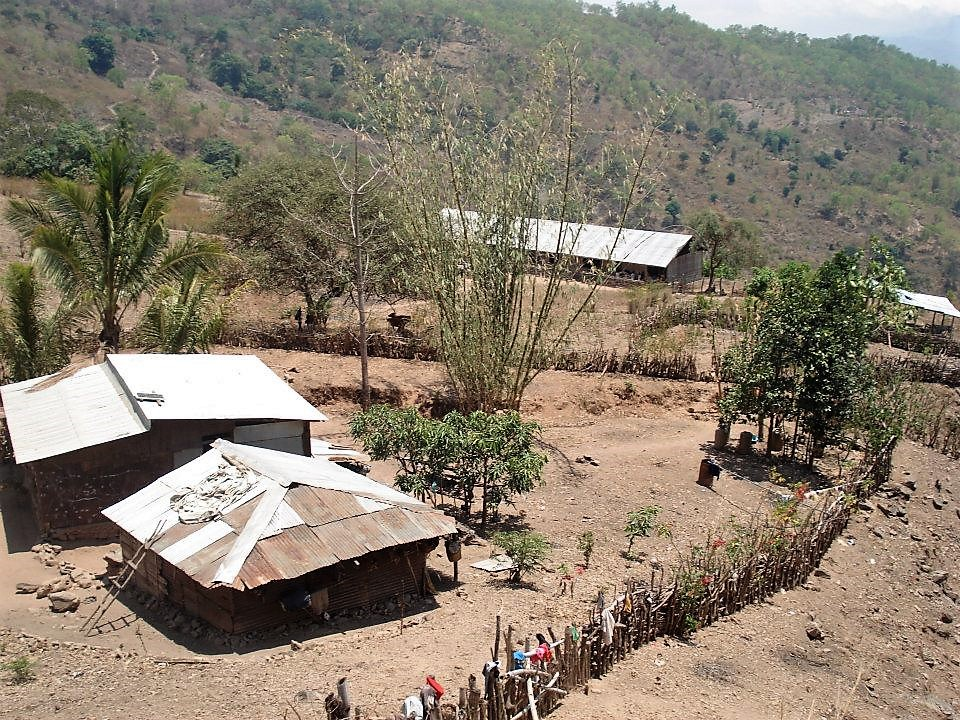